# Бересклетовського хозяйства
Берескле́товського хозя́йства (рос. Бересклетовского хозяйства, башк. Бересклет хужалығы) — присілок (в минулому селище) у складі Туймазинського району Башкортостану, Росія. Входить до складу Верхньобішиндинської сільської ради.
Населення — 15 осіб (2010; 21 у 2002).
Національний склад:
- башкири — 48 %

Стара назва — селище Бересклетовського Хозяйства, в радянські часи — Бересклетове хозяйство.